# Altrhein Neuburgweier
Das Natur- und Landschaftsschutzgebiet Altrhein Neuburgweier liegt in der baden-württembergischen Stadt Rheinstetten im Landkreis Karlsruhe.

## Kenndaten
Das Gebiet wurde mit Verordnung des Regierungspräsidiums Karlsruhe vom 16. Mai 1988 als Natur- und Landschaftsschutzgebiet ausgewiesen. Das NSG besteht aus zwei Teilgebieten und wird unter der Schutzgebietsnummer 2.109 geführt, es ist 119,6 Hektar groß und liegt im Landkreis Karlsruhe. Das gleichnamige LSG führt die Nummer 2.15.043 und hat eine Größe von 91,3 Hektar. Der CDDA-Code für das Naturschutzgebiet lautet 162131 und entspricht der WDPA-ID. Die WDPA-ID des Landschaftsschutzgebiets ist 319565.

## Lage
Die Schutzgebiete liegen unmittelbar an den Ort angrenzend nördlich des Rheinstettener Teilorts Neuburgweier. Im Nordwesten begrenzt der Rhein die Gebiete. Sie sind sowohl Teil des 5.234 Hektar großen FFH-Gebiets Nr. 7015-341 Rheinniederung zwischen Wintersdorf und Karlsruhe als auch des Vogelschutzgebiets (SPA-Gebiets) Rheinniederung Elchesheim-Karlsruhe, das 2165 Hektar groß ist. Rheinaufwärts grenzt das Natur- und Landschaftsschutzgebiet an das Landschaftsschutzgebiet 2.16.011 Rheinwald im Landkreis Rastatt und unterhalb an das LSG 2.12.003 Rheinaue, das auf dem Gebiet der Stadt Karlsruhe liegt.
Das Natur- und Landschaftsschutzgebiet liegt im Naturraum 222-Nördliche Oberrhein-Niederung innerhalb der naturräumlichen Haupteinheiten 22-Nördliches Oberrheintiefland.

## Schutzzweck
Schutzzweck für das Naturschutzgebiet ist
- die Erhaltung und Förderung eines ehemaligen Altrheinarmes der beginnenden Mäanderzone mit seinen Verlandungszonen, Wasserpflanzengesellschaften, Weich- und Hartholzauenstandorten als Lebensraum einer daran angepassten Pflanzen- und Tierwelt,
- die Erhaltung und Förderung der in der Überflutungsaue liegenden Weich- und Hartholzauenstandorte und -wälder mit ihrem Strukturreichtum vor allem für Insekten, Amphibien, Vögel und Säugetiere sowie
- die Erhaltung und Förderung naturnaher Sekundärbiotope der „Unteren Schmierig“ sowie des „Tankgrabens“ mit ihren reichen Schwimmblattpflanzengesellschaften, Röhrichten und Gehölzen, welche eine wichtige Funktion im Biotopverbund von Nahrungs- und Rückzugsbiotopen für die Tierwelt der freien Landschaft darstellen.

Schutzzweck für das Landschaftsschutzgebiet ist
- die Erhaltung und Förderung der überwiegend land- und forstwirtschaftlich genutzten Flächen und Böden und der darauf kleinteilig strukturierten naturnahen Biotopelemente wie Gehölzen, Obstbäumen, Hecken und naturnahen Auwaldteilen;
- die Schaffung ausreichender Flächen als Pufferzonen für das Naturschutzgebiet und als Ergänzungsbereich für die freilebende Tierwelt und
- die Erhaltung und Förderung als Erholungsgebiet für die ortsansässige Bevölkerung.